# Hohenberg an der Eger
Pour les articles homonymes, voir Hohenberg.
Hohenberg an der Eger est une ville de Bavière (Allemagne), située dans l'arrondissement de Wunsiedel im Fichtelgebirge, dans le district de Haute-Franconie.